# Hydromechanik
Die Hydromechanik (hydro abgeleitet von altgriechisch ὕδωρ hýdōr, deutsch ‚Wasser‘) ist ein Teilgebiet der Fluidmechanik bzw. Strömungslehre und auch der Kontinuumsmechanik. Sie beschäftigt sich mit dem mechanischen Verhalten von Fluiden (Flüssigkeiten und Gasen). Die Hydromechanik teilt sich auf in die Hydrostatik als die Lehre von ruhenden Fluiden und in die Hydrodynamik, der Lehre von sich bewegenden, d. h. strömenden Fluiden. Ist die Kompressibilität (Dichteänderung) des Fluids nicht vernachlässigbar, so ist dies nicht mehr Teil der Hydrodynamik, sondern fällt in den Bereich der Gasdynamik.
Ein Beispiel für ein hydrostatisches Problem ist die Berechnung des Druckverlaufes in einem mit Wasser gefüllten Behälter. Wenn man dann einen Abfluss an diesem Behälter öffnet, so wird dies zu einem hydrodynamischen Problem.
In der Technik und Mechanik spricht man von hydromechanischen Geräten, wenn Kraftübertragung oder -umsetzung unter Einsatz von Flüssigkeiten erfolgt.